# プシーブラム隕石
プシーブラム隕石（プシーブラムいんせき、Příbram）は、チェコのプラハ近くのプシーブラム（Příbram）に落下した隕石で、軌道が計算され、隕石の小惑星帯起源が確かめられた初の隕石である。
1959年4月7日、流星観測を行っていたチェコのオンドジェヨフ天文台のカメラに落下が撮影され、軌道が計算され、小惑星帯に起源のあることが確認された。軌道の他、大気圏に突入する前の大きさが約1mで1500kgの重量があったことや、約20km/sで大気に突入したことが推定された。19個の隕石が回収された。隕石は石質隕石で、全回収量は9.5kgで最大のものは4.3kgである。いくつかはプラハの国立博物館に展示されている。